# Каменчук Сергій Олександрович
Каменчук Сергій Олександрович — заступник начальника Управління координації здійснення аграрної політики, завідувач сектору з питань реформування земельних і майнових відносин (до 01.2008) секретаріату КМ України.
Народився 08.10.1941 (с. Путиловичі, Лугинський район, Житомирська область) в сім'ї робітника; українець; одружений.
Освіта: Українська сільсько-господарська академія, вчений агроном; ВПШ при ЦК КПУ.
Народний депутат України 12(1) склик. з 03.1990 (2-й тур) до 04.1994, Володимирецький виб. окр. 335, Рівненська область. Член (з 06.1990), секретар Комісії у закордонних справах. Група «Аграрники».
- З 1959 — зоотехнік, колгосп ім. Шевченка Лугинського р-ну.
- З 1960 — служба в армії.
- З 1964 — студ., Укр. с.-г. акад.
- З 1968 — агроном, заст. голови, голова, колгосп ім. Шевченка Сарненського району Рівненської області.
- З 1978 — нач. упр. с. г., Сарненський райвиконком.
- З 1980 — 2-й секр., 1-й секр., Володимирецький РК КПУ.
- З 11.1998 — заст. нач. Упр. стратегії розвитку агропром. комплексу та продовольства, зав. відділу з питань агровиробничих і земельних відносин, тех. політики, інвестицій та соц. розвитку, 06.1999-02.2000 — заст. нач. Упр. стратегії розвитку агропром. комплексу та продовольства, зав. відділу з питань агровиробничих і земельних відносин, КМ України.
- 06.2001-10.2002 — заступник начальника Управління координації здійснення аграрної політики Департаменту розвитку реального сектора економіки, завідувач сектору експертизи, аналізу та реформування агровиробничих і земельних відносин та технічно-інвестиційної політики і сільської соціальної сфери, з 10.2002 — заступник начальника Управління координації здійснення аграрної політики, завідувач сектору експертизи, аналізу, реформування агровиробничих і земельних відносин Департаменту розвитку реального сектора економіки, Секретаріат КМ України.

Ордени Жовтневої революції, Трудового Червоного Прапора.

## Джерело
- Довідка